# Пантанеле (Фрозиноне)
Пантанеле је насеље у Италији у округу Фрозиноне, региону Лацио.
Према процени из 2011. у насељу је живело 141 становника. Насеље се налази на надморској висини од 32 м.